# Monika Nüchtern
Monika Nüchtern (* als Monika Stadler im 20. Jahrhundert) ist eine deutsche Szenenbildnerin und Artdirectorin aus München.

## Leben
Monika Stadler war ab Ende der 1960er Jahre als Schauspielerin in kleinen Rollen in den Fassbinder-Filmen Liebe ist kälter als der Tod, Götter der Pest und Rio das Mortes zu sehen. Ab den 1970er Jahren wurde sie für ihren Ehemann, den Regisseur Rüdiger Nüchtern als Produzentin tätig.
Ab 1978 veröffentlichte Monika Nüchtern unter ihrem Namen diverse Filmbücher unterschiedlicher Autoren, unter anderem Doris Dörrie und Robert Fischer. Mitte der 80er Jahre stellte der Verlag seine Tätigkeit wieder ein.
Seit 1988 ist sie als Szenenbildnerin tätig und wirkte zuerst noch an Spielfilmen mit. Ihr Haupteinsatzgebiet wurden Werbefilme, welche sie als Artdirectorin konzipiert.
Nüchtern ist die Frau des Regisseurs Rüdiger Nüchtern sowie die Mutter von Maximilian und Jakob.

## Filmografie (Auswahl)

### Schauspielerin
- 1969: Liebe ist kälter als der Tod
- 1970: Götter der Pest
- 1971: Rio das Mortes

### Stab
- 1979: Schluchtenflitzer (Produktion)
- 1982: Nacht der Wölfe (Produktion)
- 1983: Bolero (Drehbuch, Produktion)
- 1988: Der Schwammerlkönig (Miniserie, Casting Directorin)

### Szenenbildnerin
- 1999: In Heaven
- 2000: Wenn Männer Frauen trauen
- 2001: Björn oder die Hürden der Behörden (Kurzfilm)
- 2002: Santa Claudia